# Gerringong
Gerringong är en del av en befolkad plats i Australien. Den ligger i kommunen Kiama och delstaten New South Wales, i den sydöstra delen av landet, omkring 100 kilometer söder om delstatshuvudstaden Sydney. Antalet invånare är 3 395.
Närmaste större samhälle är Kiama, nära Gerringong. 
Omgivningarna runt Gerringong är en mosaik av jordbruksmark och naturlig växtlighet. Genomsnittlig årsnederbörd är 1 352 millimeter. Den regnigaste månaden är februari, med i genomsnitt 211 mm nederbörd, och den torraste är juli, med 36 mm nederbörd.